# Syrische Sprache
Die syrische Sprache oder Syrisch gehört als mittelostaramäische Sprache zum nordwestlichen Zweig der semitischen Sprachen. Sie ist nicht zu  verwechseln mit der syrisch-arabischen Umgangssprache der meisten Einwohner Syriens.
Die alleinige Amtssprache Syriens ist Arabisch. Syrisch ist die Minderheitensprache einer Anzahl von syrisch-orthodoxen Christen, die vorwiegend im Osten der Türkei (Turabdin), im Norden des Iraks und im Nordosten Syriens leben. Aufgrund von Verfolgungen mussten allerdings viele dieser Christen emigrieren.
Syrisch-Aramäisch ist auch die Liturgiesprache der verschiedenen syrischen Kirchen: Syrisch-Orthodoxe Kirche, Syrisch-katholische Kirche, Syrisch-Maronitische Kirche von Antiochien, Chaldäisch-Katholische Kirche, Assyrische Kirche des Ostens und Alte Kirche des Ostens. Dagegen haben sich die melkitischen (konstantinopeltreuen) Kirchen des arabischen Raumes weitgehend sprachlich arabisiert.

## Bezeichnung
Die Bezeichnung „Syrisch“ deutet auf die aramäischen Sprachen. Folglich machen die meisten Sprecher in der Selbstbezeichnung keinen Unterschied. In der Türkei wird die Sprache als Süryanice bezeichnet.
Sprachwissenschaftlich werden die beiden Begriffe dagegen nicht immer identisch benutzt, da mit „Syrisch“ nur eine der ostaramäischen Sprachen bezeichnet wird.

## Sprachgeschichte

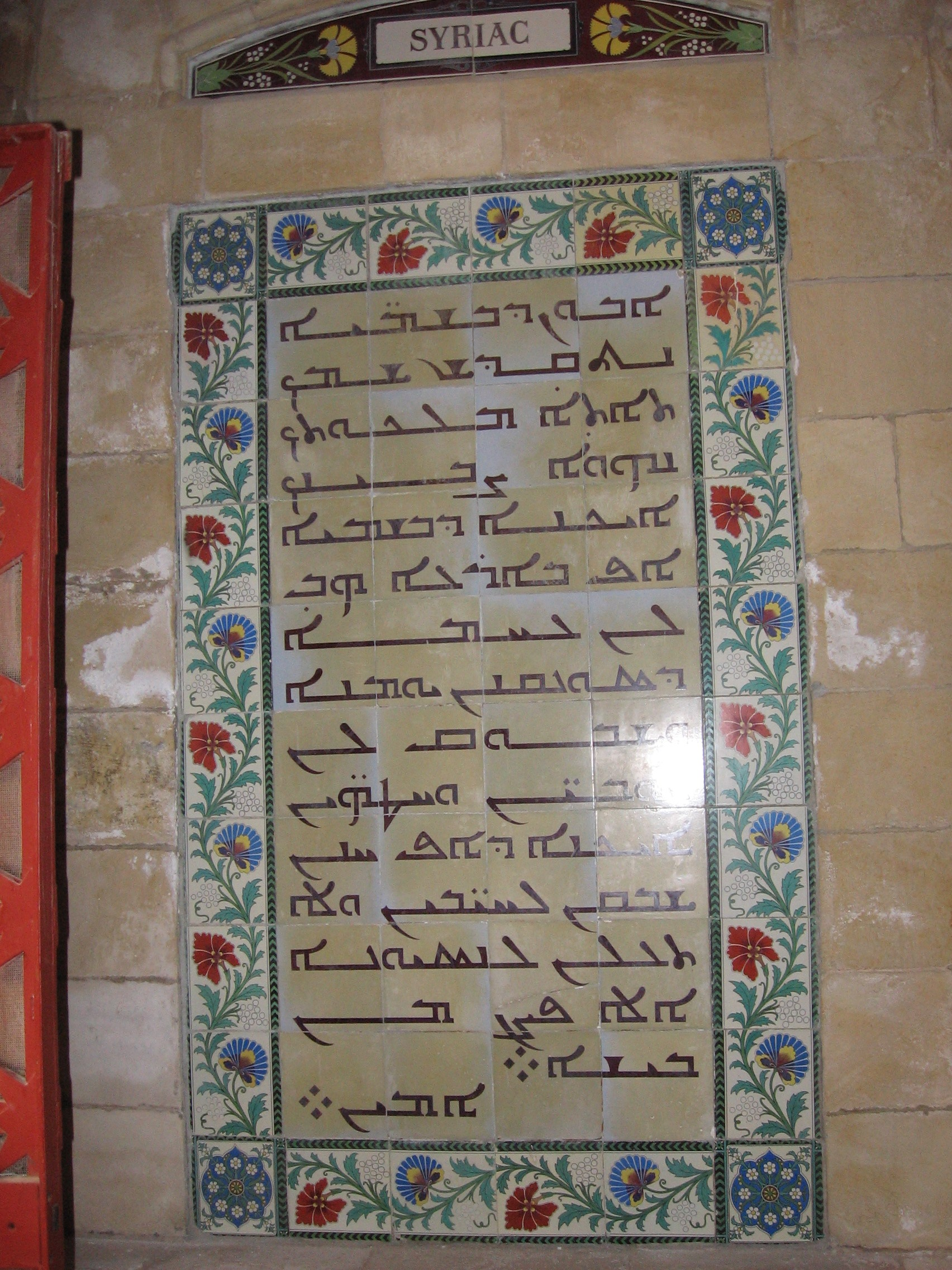
Das Vaterunser auf Syrisch (Syriakisch) in der Paternosterkirche von Jerusalem

### Aramäisch
Das heutige Syrisch ist eine Fortsetzung des Altaramäischen und Reichsaramäischen, das seit der Christianisierung Syrisch genannt wird.

### Altsyrisch
Das Syro-Aramäische – eigentlich (Alt-)Syrisch, der Begriff wird schwankend verwendet – gilt als die bestdokumentierte Sprache des Aramäischen und war über ein Jahrtausend die Lingua franca im gesamten vorderasiatischen Raum. Einen besonderen Stellenwert als Schriftsprache (kthobonoyo, „Buchsprache“ von ܟܬܒ, „schreiben“) hat es bis heute durch die Peschitta, eine Bibelübersetzung aus dem 2. Jahrhundert n. Chr. Syrisch nannten erst die Griechen das Aramäische. Diese Bezeichnung übernahmen dann die christlichen Aramäer, die sich dadurch von ihren heidnischen Landsleuten unterscheiden wollten. Streng linguistisch wird Syrisch (klassisches Syrisch oder Mittelsyrisch) unter Mittelaramäisch, genauer Ostmittelaramäisch subsumiert.
Altsyrisch ist die von Edessa ausgehende Kirchensprache, die in mehreren Formen überliefert ist. Die verschiedenen Formen spiegeln die religiöse und konfessionelle Teilung in dieser Zeit wider (West-Syrisch Jakobitisch und Ost-Syrisch Nestorianisch). Mit der Ausbreitung des Islams wurde das Altsyrische, das in der Spätantike eine literarische Blütezeit erlebt hatte, seit dem 8. Jahrhundert immer weiter zurückgedrängt. Etwa mit dem Mongolensturm um 1250 spricht man nicht mehr von Altsyrisch, sondern von Neusyrisch oder schlicht Syrisch.
Das Altsyrische wurde von der griechischen Sprache stark beeinflusst, dies betrifft vor allem den Wortschatz und die Satzkonstruktion. In der jakobitischen Schrift werden auch griechische Buchstaben als Vokalzeichen verwendet.

### Christlich-Palästinisch
Christlich-Palästinisch war ein von den Melkiten zwischen dem 6. und 13. Jahrhundert verwendeter aramäischer Dialekt, der in Estrangelo, der ältesten Form der syrischen Schrift, geschrieben wurde. Er zeichnet sich durch eine starke Verwendung der Konsonanten Alaph, Waw und Judh als Vokale und einen vermehrten Gebrauch griechischer Fremdwörter aus. Aufgrund der Verwendung der syrischen Schrift hat man diesen Dialekt lange Zeit der Syrischen Sprache zugeordnet, er wurde auch als Palästinisch-Syrisch bezeichnet. Die neuere Forschung hat aber erwiesen, dass dieser Dialekt zur westaramäischen Gruppe gehört, während das Syrische ein ostaramäischer Dialekt ist.

### Neusyrisch
Auch das Neusyrische wurde im Laufe der Geschichte immer weiter zurückgedrängt, so dass heute nur noch einzelne, relativ kleine Sprachinseln im ursprünglichen Verbreitungsgebiet übrig geblieben sind. Die Verfolgungen und der Völkermord, vor allem während des Ersten Weltkrieges, haben bei den überlebenden Sprechern zu einer bis heute anhaltenden Auswanderungswelle geführt, wodurch das Sprachgebiet weiter schrumpft.

#### Dialekte
Es gibt zwei verschiedene Formen des Syrischen. Unterteilt werden die Dialekte in klassisches West- und Ostsyrisch und in gesprochenes Surayt (aus der westsyrischen Tradition entstanden) und in Surit (aus der ostsyrischen Tradition entstanden, auch als Zentralaramäisch bezeichnet). Das Westsyrische wird hauptsächlich von der Syrisch-Orthodoxen Kirche von Antiochien, der Syrisch-Katholischen, der Maronitischen Kirche und der Aramäischen Freikirche als Liturgiesprache gepflegt. Das Ostsyrische (Swadaya) ist die Liturgiesprache der Assyrischen Kirche des Ostens (siehe assyrisch-neuaramäische Sprache), der Alten Apostolischen Kirche des Ostens und der Chaldäisch-Katholischen Kirche.

## Verbreitung
Aramäische Sprachen werden in Syrien, Iran, im Irak, in Libanon, in der Türkei und auch von Immigranten aus diesen Ländern in den USA, Lateinamerika, Australien und Europa gesprochen, hauptsächlich wegen der zum größten Teil durch die genozidale Verfolgung der Christen im 19. und 20. Jahrhundert erzwungenen Auswanderung.

## Schrift
Wie das heutige hebräische Alphabet und das arabische Alphabet ist auch das syrische Alphabet aus der aramäischen Schrift hervorgegangen und ist Träger einer eigenen umfassenden Literatur.
Das syrische Alphabet besteht aus 22 Buchstaben. Wie in den anderen semitischen Schriften, mit Ausnahme von Äthiopisch, gibt es auch in der syrischen Schrift keine eigenen Buchstaben für die Vokale. Diese werden aber zum Teil durch die Zeichen für die Halbvokale waw und jod oder, wenn gewünscht, durch Zusatzzeichen über oder unter dem Wort dargestellt (Diakritika). Das Alphabet wies je nach Konfession gewisse Unterschiede auf (Estrangelo, Serto bzw. jakobitische Schrift, nestorianische Schrift).

## Literarische Werke
Das Syrische weist eine umfassende eigene Literatur auf. Bedeutende Verfasser syrischer Werke sind u. a. Aphrahat, Bardaisan, Ephraem der Syrer, Isaak von Ninive, Sergios von Resaina, Jakob von Edessa, Theophilos von Edessa (dessen Werke aber nur teilweise erhalten sind), Michael Syrus und Gregorius Bar-Hebraeus.
Als juristische Werke auf Syrisch sind das Syrisch-Römische Rechtsbuch und die Sententiae Syriacae bekannt.

### Lehrbücher des Altsyrischen
- Helen Younansardaroud: Lehrbuch Klassisch-Syrisch. Aachen 2012, ISBN 978-3-8440-1458-7.
- Carl Brockelmann: Syrische Grammatik. Leipzig 1951 (2. Auflage 1905, Faksimiles bei archive.org).
- Takamitsu Muraoka: Classical Syriac. 2. Auflage. Wiesbaden 2005, ISBN 3-447-05021-7.
- Theodor Nöldeke: Kurzgefaßte syrische Grammatik. 1. Auflage, Leipzig 1880 (Faksimile bei Commons) und 2. Auflage, Leipzig 1898 (Faksimile bei Internet Archive) Nachdruck: Darmstadt 1966.
- Arthur Ungnad: Syrische Grammatik. Mit Übungsbuch. 2. verbesserte Auflage. München 1932 (ND 1992).

### Lehrbuch des Neusyrischen
- Otto Jastrow: Laut- und Formenlehre des neuaramäischen Dialekts von Mīdin im Ṭūr ʿAbdīn. Otto Harrassowitz Verlag, Wiesbaden 1985, ISBN 3-447-02496-8.
- Otto Jastrow: Lehrbuch der Ṭuroyo-Sprache. Otto Harrassowitz Verlag, Wiesbaden 1992, ISBN 3-447-03213-8.
- Rudolf Macuch, Estiphan Panoussi: Neusyrische Chrestomathie. Wiesbaden 1974, ISBN 3-447-01531-4.
- Michael Waltisberg: Syntax des Ṭuroyo (= Semitica Viva. 55). Otto Harrassowitz Verlag, Wiesbaden 2016, ISBN 978-3-447-10731-0.
- Efrem Yildiz: Grammar of the Modern Assyrian Language. 2020, ISBN 978-84-946878-6-0.

### Wörterbücher
- Carl Brockelmann: Lexikon Syriacum. 2. Auflage. Halle an der Saale 1928 (1. Aufl. 1905, Faksimiles bei archive.org)
- R. Payne Smith: Thesaurus Syriacus. 2 Bände, Clarendon, Oxford 1879–1901 (Faksimiles bei archive.org und Faksimile bei Commons)
- Michael Sokoloff: A Syriac lexicon. A translation from the Latin, correction, expansion, and update of C. Brockelmann's Lexicon Syriacum. Eisenbrauns u. a., Winona Lake, Ind. 2009, ISBN 978-1-57506-180-1, ISBN 978-1-60724-620-6.